# Psectrocladius litofilus
Psectrocladius litofilus is een muggensoort uit de familie van de dansmuggen (Chironomidae). De wetenschappelijke naam van de soort is voor het eerst geldig gepubliceerd in 1977 door Akhrorov.